# 価値理論
価値(の)理論（英: theory of value）、あるいは価値学説（価値論）とは、経済学における財やサービスの価値を決定付ける要因についての理論・学説のこと。
古典派経済学やマルクス経済学によって提唱された労働価値説に代表される「客観価値説」と、近代経済学（新古典派経済学）とりわけオーストリア学派によって提唱された効用価値説に代表される「主観価値説」に大別される。

## 客観価値説

### 労働価値説
労働価値説は、商品の価値がその商品生産に投下された労働量によって決まるという「投下労働価値説」と、商品によって支配・購買できる労働量によって決まるという「支配労働価値説」に大別される。アダム・スミスは『国富論』で両者を混在させて説いていた。前者はデヴィッド・リカードに継承され、後者はマルサスに継承された。そしてそれら古典派経済学の労働価値説は、カール・マルクスへと継承されることになる。

### 生産費説
商品・財の価値がそれを生産するための生産費に
よって決まるとする「生産費説」は、アダム・スミスによって労働価値説と共に未整理なまま説かれていたが、シーニアーやジョン・スチュアート・ミルらによって、独自に継承された。

## 主観価値説

### 効用価値説（限界効用理論）
1870年代にジェヴォンズ、カール・メンガー、レオン・ワルラスの三者がそれぞれに「限界効用」の概念を用いた限界効用説（限界効用理論）を確立した。これは限界革命とも呼ばれ、古典派経済学とは区別される新古典派経済学（近代経済学）確立の契機とされる。とりわけカール・メンガーを祖とするオーストリア学派の主張は、「労働価値説」（客観価値説）と対比される「効用価値説」（主観価値説）の代表とされる。

### 均衡説（均衡理論）
また、需要と供給の均衡により価格の決定を説明する均衡理論としては、アルフレッド・マーシャルを祖とするケンブリッジ学派の「部分均衡理論」と、レオン・ワルラスを祖とするローザンヌ学派の「一般均衡理論」がある。
さらにレオン・ワルラスの弟子の1人だったヴィルフレド・パレートは、パレート最適の概念を導入して新古典派経済学における規範的理論を確立した。